# Maria Bertilla Boscardin
Maria Bertilla Boscardin, nascida Anna Francesca (Brendola, 6 de outubro de 1888 - Treviso, 20 de outubro 1922) foi uma religiosa italiana que pertence à Congregação das Irmãs Mestras de Santa Doroteia, filhas dos Sagrados Corações, em Vicenza, o Papa João XXIII a proclamou  santa em 1961.

## Biografia
Maria Bertilla nasceu em uma família de camponeses em Brendola, uma cidade da província de Vicenza, e entrou no convento de irmãs Doroteias aos 16 anos, em 8 de abril de 1905.
Após um período inicial trabalhando na cozinha, ela se formou enfermeira em um hospital em Treviso para onde foi enviada.
Encontrou sua vocação no cuidado dos doentes, especialmente crianças, durante a Primeira Guerra Mundial.
Aos 22 anos foi operada pela primeira vez de um câncer. Morreu aos 34, depois de outra operação que não foi suficiente para derrotar a doença.

## Canonização
O processo de canonização começou em 1925, foi beatificada em 8 de junho 1952 pelo Papa Pio XII. Maria Bertilla Boscardin foi canonizada pelo Papa João XXIII em 11 de maio de 1961.
Sua memória litúrgica é comemorada em 20 de outubro.

## Ligações Externas
- Diocese de Anápolis
- Cadê Meu Santo
- Site da SDVI em Vicenza